# Ташкентська фортеця

Вигляд фортеці

Фрагмент мапи Ташкента 1910 рока з докладним планом фортеці

Вигляд фортечних воріт

Солдати входять у фортецю

Ташкентська фортеця — побудована генералом М. Г. Черняєвим навпроти воріт Коймас (Катаган) на лівому березі канала Анхор після захоплення Ташкента російськими військами в червні 1865.
Будівництво виконувалось в серпні — жовтні 1865 за фортифікаційними правилами того часу. Фортеця мала форму правильного шестикутника, огородженого високими земляними валами з розвиненими кутовими бастіонами. Місцями згори валу проходила цегляна стіна з вертикальними бійницями для рушничної стрільби. Всередині фортеці були казарми для шести рот піхоти, офіцерські будівлі, шпиталь на 150 койок, цейхгауз і порохівня.
Головним в'їздом в фортецю стали її східні ворота, обернуті в бік нового міста, що будувалось для приїхалих росіян та офіцерів окупаційних військ, побудовані з випаленої сіро-жовтої цегли місцевого виробництва. Всього фортеця мала троє воріт, які були названі на честь офіцерів, що відзначилися при штурмі Ташкента: Мєсяцева, Хмельова та Обуха.
Фортеця була побудована з розрахунком на володарювання над «старим» містом з корінним населенням і забезпечувати захист російської частини міста. З 1867 по 1883 щоденно з фортеці лунав гарматний постріл.
Згодом, під час революційних подій в Ташкенті фортечна залога відіграла значну роль в придушенні Осиповського заколоту в Ташкенті в січні 1919.
В радянську добу, приблизно до середини 1970-х на території фортеці зберігались будинки військового містечка, де мешкали сім'ї військовослужбовців. В одному з будинків на території фортеці знаходився проектний інститут «Військпроект»
На початку 1970-х тут організован дитячий парк і діяв кінотеатр «Піонер». А на місці одного з фортечних валів на початку 1960-х на Узбецькому проспекті зведена будівля Центрального Комітету КП Узбецької РСР, яке з часом (після серпня 1991), після здобуття Узбекистаном незалежності, стало резиденцією Президента Узбекистану.

Ташкент. 1965. Будівля ЦК КП Узбецької РСР